# De Afrekening 2000
De Afrekening 2000 verzamelt alle platen die het tussen 2000 en 2009 goed deden in het Belgische radioprogramma De Afrekening. Deze aflevering werd uitgezonden op 16 december 2009 en werd gepresenteerd door An Lemmens.

## De Afrekening 2000
| Plaats | Artiest                 | Nummer                      | Jaar |
| ------ | ----------------------- | --------------------------- | ---- |
| 1      | 3 Doors Down            | Kryptonite                  | 2000 |
| 2      | Tool                    | Schism                      | 2001 |
| 3      | Disturbed               | Stupify                     | 2000 |
| 4      | Interpol                | Evil                        | 2005 |
| 5      | The White Stripes       | Jolene                      | 2004 |
| 6      | Foo Fighters            | Best of You                 | 2005 |
| 7      | dEUS                    | Nothing Really Ends         | 2001 |
| 8      | U2                      | Vertigo                     | 2004 |
| 9      | Zornik                  | Believe in Me               | 2004 |
| 10     | Janez Detd.             | Deep                        | 2005 |
| 11     | Franz Ferdinand         | Matinée                     | 2004 |
| 12     | A Brand                 | Hammerhead                  | 2006 |
| 13     | The Kooks               | Naïve                       | 2006 |
| 14     | Ozark Henry             | Rescue                      | 2001 |
| 15     | Milow                   | You Don't Know              | 2006 |
| 16     | Admiral Freebee         | Oh Darkness                 | 2005 |
| 17     | Muse                    | Starlight                   | 2006 |
| 18     | System of a Down        | Chop Suey!                  | 2001 |
| 19     | Zornik                  | Scared of Yourself          | 2004 |
| 20     | Red Hot Chili Peppers   | By the Way                  | 2002 |
| 21     | Green Day               | Jesus of Suburbia           | 2005 |
| 22     | Air Traffic             | Shooting Star               | 2007 |
| 23     | The Hickey Underworld   | Future Words                | 2009 |
| 24     | Monza                   | Van God los                 | 2001 |
| 25     | Live                    | They Stood Up for Love      | 2000 |
| 26     | Muse                    | Time Is Running Out         | 2003 |
| 27     | Tool                    | Vicarious                   | 2006 |
| 28     | Placebo                 | Meds                        | 2006 |
| 29     | Arid                    | Me and My Melody            | 2000 |
| 30     | Absynthe Minded         | My Heroics, Part One        | 2005 |
| 31     | Kaiser Chiefs           | Ruby                        | 2007 |
| 32     | Snow Patrol             | Chasing Cars                | 2006 |
| 33     | Muse                    | New Born                    | 2001 |
| 34     | My Chemical Romance     | Welcome to the Black Parade | 2006 |
| 35     | dEUS                    | The Architect               | 2008 |
| 36     | Jasper Steverlinck      | Life on Mars                | 2002 |
| 37     | Kings of Leon           | Sex on Fire                 | 2008 |
| 38     | Customs                 | Rex                         | 2009 |
| 39     | dEUS                    | Bad Timing                  | 2005 |
| 40     | dEUS                    | 7 Days, 7 Weeks             | 2005 |
| 41     | Placebo                 | Song to Say Goodbye         | 2006 |
| 42     | Kings of Leon           | Use Somebody                | 2008 |
| 43     | Foo Fighters            | The Pretender               | 2007 |
| 44     | Nickelback              | How You Remind Me           | 2001 |
| 45     | The Killers             | When You Were Young         | 2006 |
| 46     | Gossip                  | Heavy Cross                 | 2009 |
| 47     | MGMT                    | Kids                        | 2008 |
| 48     | The White Stripes       | Seven Nation Army           | 2003 |
| 49     | Queens of the Stone Age | No One Knows                | 2002 |
| 50     | Bloc Party              | Two More Years              | 2005 |